# Musiq Soulchild
Musiq Soulchild, pseudonimo di Taalib Hassan Johnson, noto anche semplicemente Musiq (Filadelfia, 16 settembre 1977), è un cantante neo soul statunitense. Nella sua carriera ha pubblicato 9 album, 2 dei quali hanno raggiunto la vetta bella Billboard 200, ed è stato legato a varie major musicali.

## Carriera
Inizia a farsi notare per la sua forte predisposizione per la musica già durante l'adolescenza e assume già in questa fase (1995) lo pseudonimo di Musiq, a cui aggiunge solo successivamente Soulchild. Nel 1999 firma il suo primo contratto discografico con la Def Jam, mentre nel 2000 pubblica il suo album di debutto Aijuswanaseing. I primi due singoli estratti dal disco, Just Friends (Sunny) e Love, ottengono un buon successo negli Stati Uniti. Segue nel 2002 il suo secondo album Juslisen, che raggiunge la vetta della Billboard Hot 100 e viene certificato platino; il primo singolo Halfcrazy è il suo primo ingresso nella top 20 della Billboard Hot 100. Nel 2003 pubblica il suo terzo album Soulstar, che viene certificato oro, dopo di che prende una pausa di 4 anni dal mondo della musica.
Nel 2007 firma un contratto con la Atlantic Records e pubblica il suo quarto album Luvanmusiq. L'album raggiunge la vetta della Billboard 200 e viene certificato platino. Nel 2008 pubblica il suo quinto album OnMyRadio, anticipato dal singolo Radio, brano urban molto lontano dal suo solito stile neo soul. Il secondo singolo estratto dall'album è If U Leave, in collaborazione con Mary J. Blige. Nel 2010 cambia management per poi pubblicare, nel 2011, il suo ultimo album con la Atlantic, MusiqInTheMagiq. Nel 2013 pubblica via Shanachie Records l'album 9ine in collaborazione con Syleena Johnson. Annuncia successivamente di essere diventato un artista indipendente, per poi pubblicare l'EP The Husel nel 2014.
Nel 2016 pubblica il suo primo album da artista indipendente Life on Earth, per la cui distribuzione si appoggia su Entertainment One Music. Segue il successivo album Feel the Real nel 2017. Nel 2021 collabora con James Vickery nel singolo Come to Me. Nel 2023 pubblica l'album Victim & Villains, in collaborazione con il produttore Hit-Boy.

## Stile e influenze musicali
Musiq Soulchild cita Marvin Gaye, Stevie Wonder e Donny Hathaway come le sue principali fonti d'ispirazione.

## Vita privata

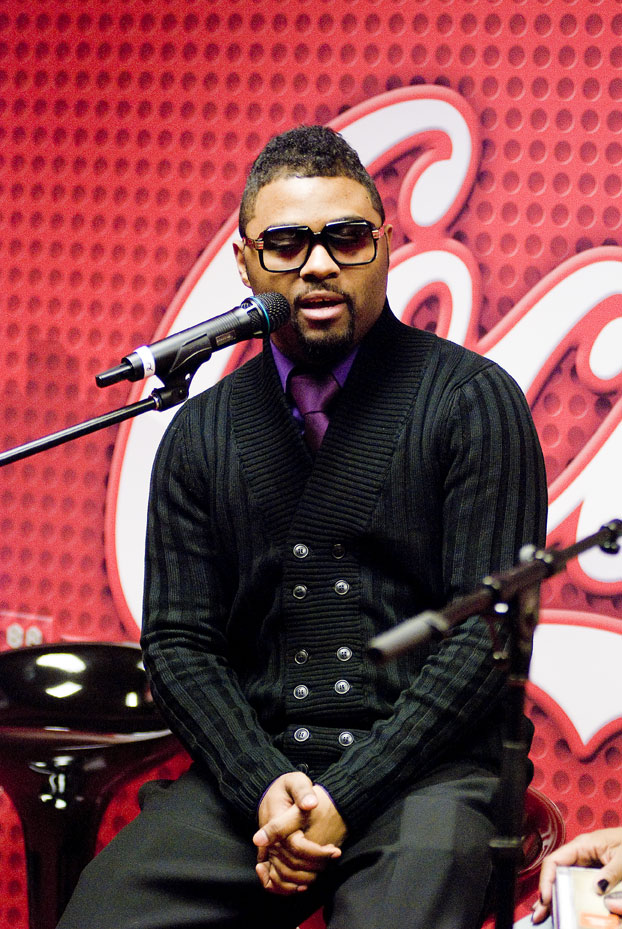
Musiq Soulchild nel 2009

È cresciuto in una famiglia musulmana in cui i precetti religiosi venivano imposti in un modo che lui stesso definisce "severo". Da bambino ebbe un incidente domestico mentre veniva imboccato da suo zio, a causa del quale sviluppò un occhio pigro. Nel 2009 ha avuto un figlio con Kameelah Williams, cantante nota per essere stata un componente della girlband 702.

## Discografia

### Album
- 2000 – Aijuswanaseing
- 2002 – Juslisen
- 2003 – Soulstar
- 2007 – Luvanmusiq
- 2008 – OnMyRadio
- 2011 – MusiqInTheMagiq
- 2013 – 9ine (con Syleena Johnson)
- 2016 – Life on Earth
- 2017 – Come to Me
- 2023 – Victim & Villains (con Hit-Boy)

### EP
- 2008 – A Philly Soul Christmas / Christmas Musiq
- 2014 – The Pre-Up
- 2015 – The eTeRnAL pEaCe

### Singoli
- 2000 – Just Friends (Sunny)
- 2000 – Love
- 2001 – Girl Next Door (feat. Ayana)
- 2002 – Halfcrazy
- 2002 – Dontchange
- 2003 – Forthenight
- 2004 – Whoknows
- 2007 – B.U.D.D.Y.
- 2007 – TeachMe
- 2007 – MakeYouHappy
- 2008 – Radio
- 2008 – IfULeave (feat. Mary J, Blige)
- 2009 – SoBeautiful
- 2010 – Silky Soul
- 2011 – Anything (feat. Swizz Beatz)
- 2011 – Yes
- 2013 – Feel the Fire (feat. Syleena Johnson)
- 2016 – I Do
- 2017 – Simple Things
- 2017 – Start Over